# Острва Принца Едварда
Острва Принца Едварда и Марион, или кратко Острва Принца Едварда (енгл. Prince Edward Islands), два су мала вулканска острва у Индијском океану, под контролом Јужноафричке Републике.

## Географија
Велико острво зове се Марион, а 20 км на североистоку се налази и мање острво по имену Острва Принца Едварда. Острва су окружена многим стенама и гребенима.
Острво Марион има димензије 19х12 км, а површина му износи око 290 km², највиша тачка на острву је 1230 м изнад нивоа мора. Оба острва су вулканска, а последња ерупција на овом острву забележена је 2004. године.
Острво Принца Едварда се налази североисточно од Мариона. Острво обухвата око 45 km², а највиша тачка на острву је 672 м надморске висине. (Напомена: Како постоји истоимено острво које се налази под канадским суверенитетом, пожељно је да се уз име овог острва ставља и име припадајуће државе - јужноафричко Острво Принца Едварда).
Острва Марион и Принца Едварда се налазе на око 1.700 километара југоисточно од града Порт Елизабет у Јужноафричкој Републици.

## Клима
Клима је влажна и ветровита. Количина падавина је око 2.000 мм годишње, и углавном је у виду кише. Више од 300 дана на острвима пада киша. Више од 100 дана у години просечна дневна брзина ветра прелази 100 km/h, а удари ветра, понекад достиже и 200 km/h. 
Температура у зимском периоду износи од -5 °C до +18 °C у летњем периоду.

## Флора и фауна
Острва су дом за многе пингвине, фоке и морске птице, најчешће албатроси и птеродроме. На острву су живели бројни мишеви, па се страховало да не угрозе животну средину острва. 
Како би се контролисао број мишева, године 1949. довезено је свега пет мачака. Међутим, мачке су се брзо размножавале, а 1970. њихов број на острву Марион је прелазио више од три хиљаде.
Други пример људског утицаја на острву је донето семе купуса са острва Кергелен. Та биљка је убрзано почела де се шири острвом, потискујући домаће биљке.

## Историја
Оба острва откривена су 1663. године од стране Холанђана. Координате су им врло прецизно уцртане, а велико острво је тад добио име по имену брода експедиције Марсевен, док је мање острво названо Деан. Године 1772. француски капетан Марион Дифрен поново је нашао острва, али се није искрцавао на њих.
Прва искрцавања на острва забележена су 1803. године. То су били ловци на фоке, међутим током њиховог боравка на острву нашли су доказе ранијег људског становања. По свој прилици, то су такође били неки ловци на фоке који су много година пре њих посетили острва.
У периоду 1947—1948. године, на источном делу Мариона, влада Јужноафричке Републике је саградила метеоролошку станицу и након тога ова острва су проглашена као прекоморска територија Јужноафричке Републике.
У близини острва 22. септембра 1979. године, забележена је епидемија, која је класификована као последица тестирања нуклеарног оружја. Ниједна земља није преузела одговорност за тестирање (експлозију). Веровало се да су тестирања над нуклеарним наоружањем спроведена од стране Јужне Африке или Израела. Али како у том тренутку Јужноафричка Република није могла имати нуклеарно оружје, а Израел је негирао умешаност, верује се да се радило о заједничким тестовима ове две државе. Ипак, постоје и друге верзије које не искључују и природан узрок епидемије који је изазван падом великог метеорита.